# پونکسیون کمری
پونکسیون کمری، پونکسیون نخاعی یا بذل‌نخاع (به انگلیسی: Lumbar puncture) یک روش نمونه‌برداری از سی. اس. اف یا مایع مغزی-نخاعی از ستون فقرات کمری جهت بررسی می‌باشد.

## موارد کاربرد
مایع مغزی-نخاعی را می‌توان برای تشخیص انواع بیماری‌های نورولوژیکی مورد آزمایش قرار داد مانند مشکوک شدن به عفونت پرده‌های مغزی (مانند مننژیت) یا التهاب مغز (انسفالیت) یا سایر بیماری‌های مغزی از جمله خونریزی‌های خاص مغزی و بیماری‌های التهابی.
در برخی اوقات از این روش برای تزریق برخی داروها به فضاهای دور مغز و نخاع نیز استفاده می‌شود. انجام LP یا گرفتن مایع مغزی-نخاعی در هر نوزاد شیرخوار یا کودکی که مشکوک به عفونت مغزی یا پرده‌های مغز باشد اقدامی بسیار ضروری و فوری است که نباید به تأخیر انداخته شود به عنوان مثال تمام شیرخوارانی که با تب و تشنج مراجعه می‌کنند یا علائمی مانند از دست رفتن هوشیاری، ضعف ناگهانی عضلات، سفتی گردن دارند، مشکوک به مننژیت یا عفونت و التهاب مغز تلقی می‌شوند.

## روش کار

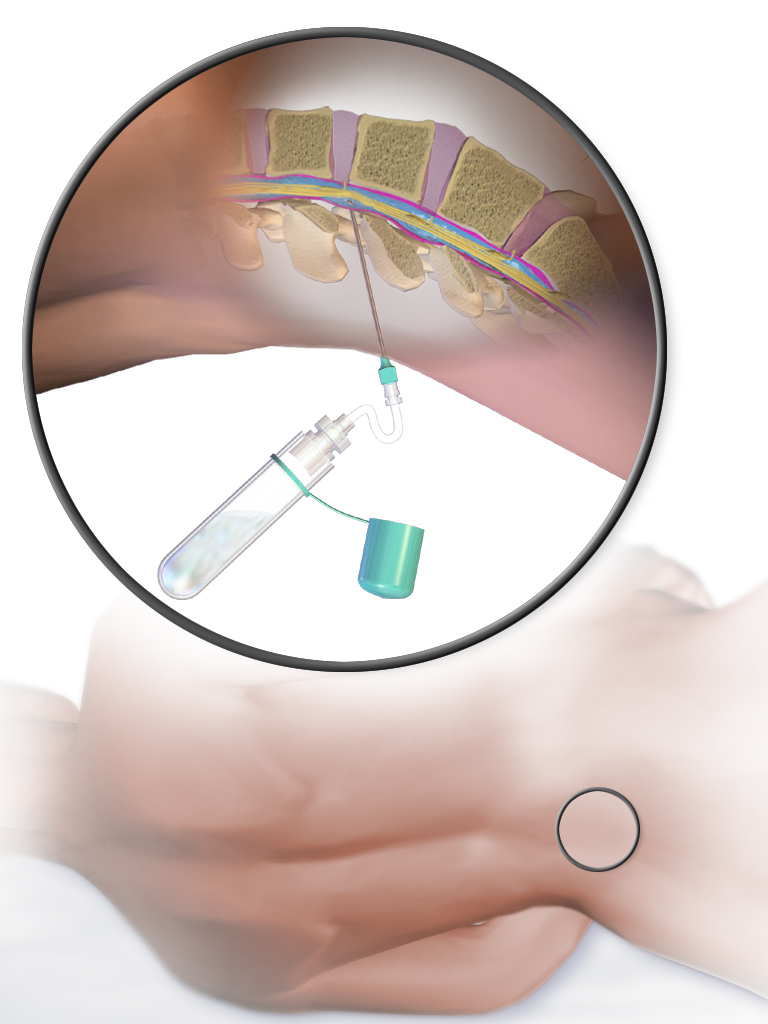
نمایش تصویری پونکسیون (اسپینال تپ)

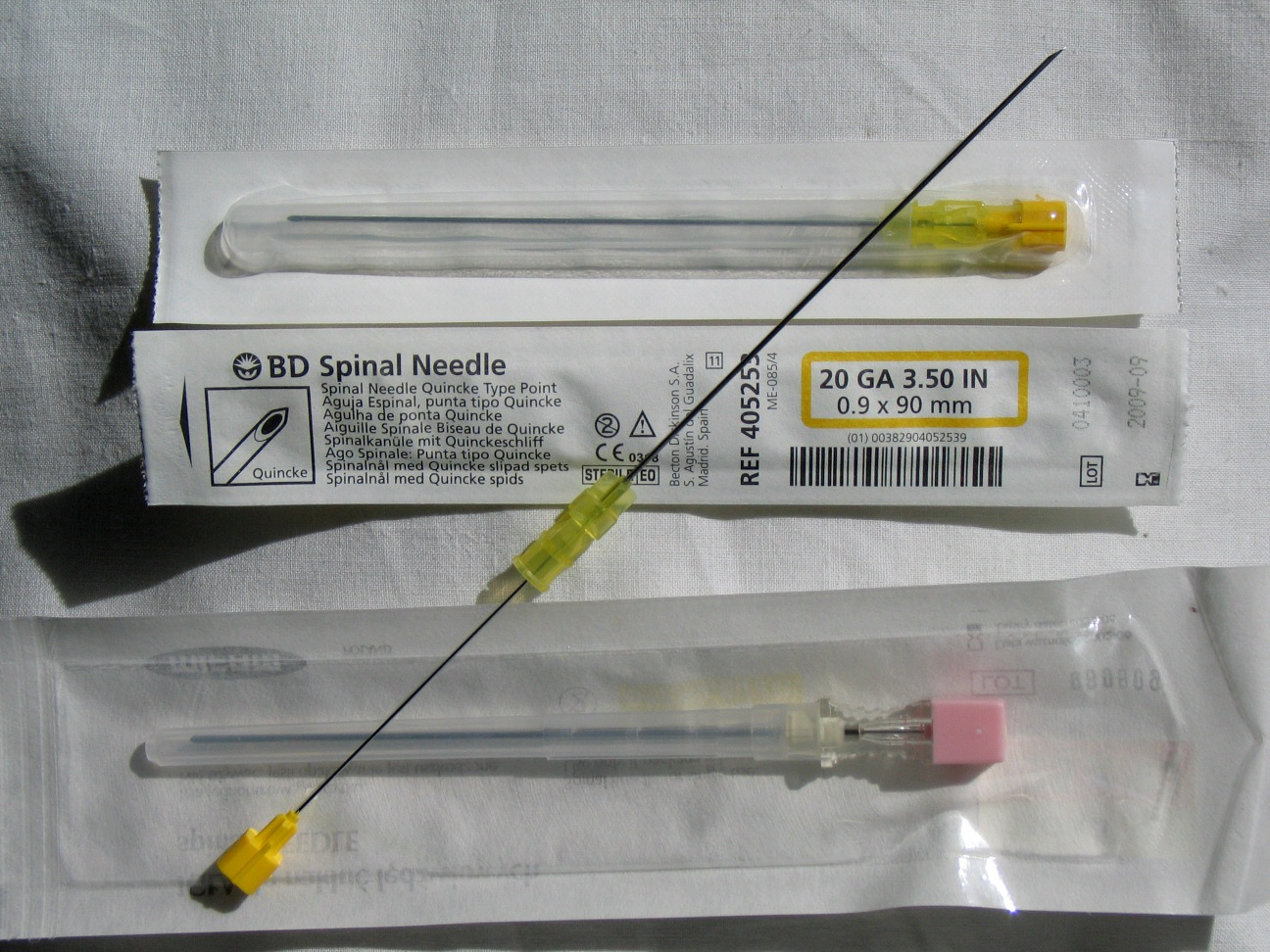
سوزنهای مورد استفاده.

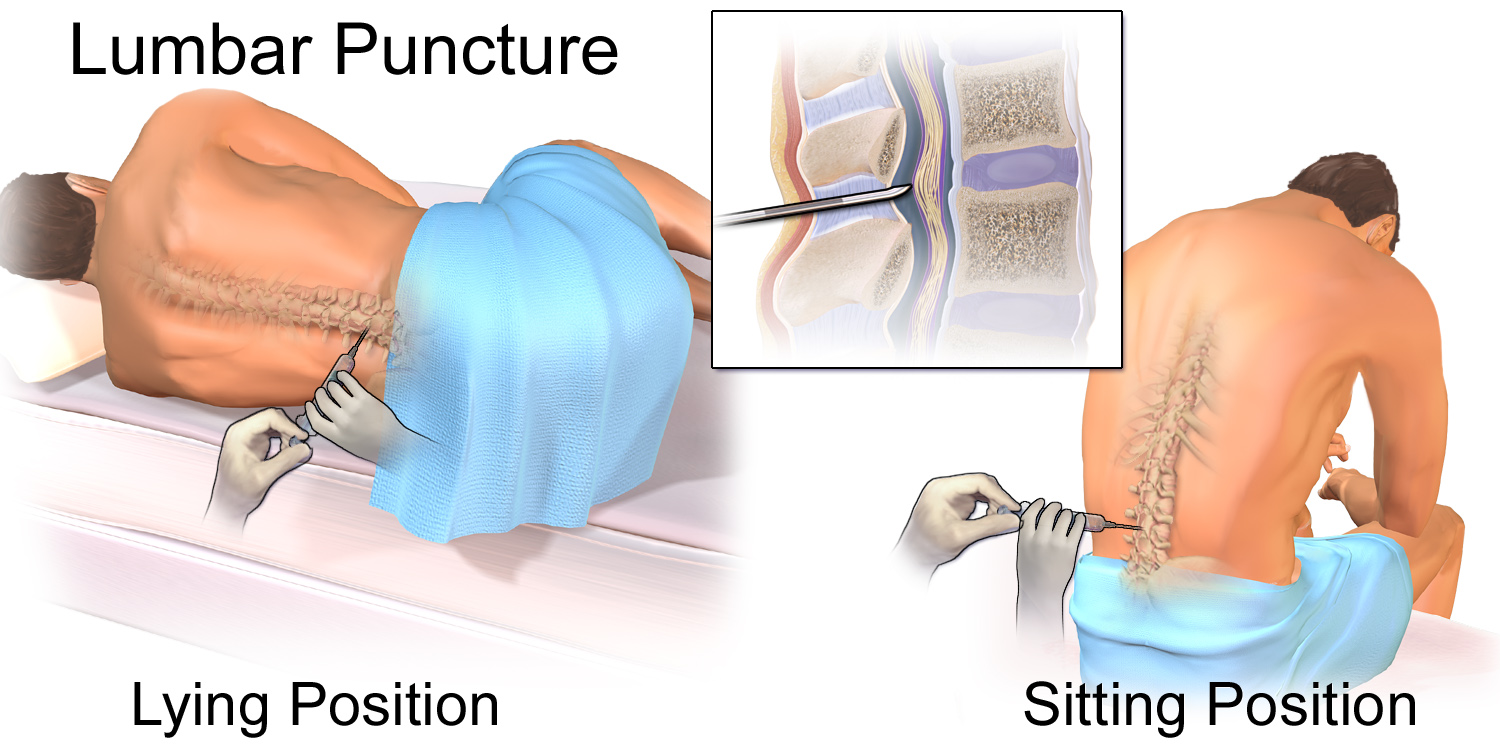
نمایش روش معمول در پونکسیون کمری.

روش معمول اندازه‌گیری فشار مایع مغزی نخاعی ساده‌است: ابتدا شخص دقیقاً به حالت افقی بر یک پهلو می‌خوابد، به طوری که فشار مایع در کانال نخاعی با فشار درون حفره جمجمه برابر شود. فرد را ممکن است به پهلو خوابانده یا به حالت نشسته قرار دهند و معمولاً یک نفر دستیار ستون فقرات را خم می‌کند تا فضای بین مهره‌های کمر از پشت باز شود. پس از ضدعفونی کردن و آماده‌سازی محل مورد نظر، سوزن مناسبی را از لابلای دو مهره کمری عبور می‌دهند تا نوک سوزن وارد این فضای اطراف نخاعی شود. در این حالت چند قطره از مایع نخاعی گرفته می‌شود و سپس سوزن خارج شده و محل پانسمان می‌شود.
برای اندازه‌گیری فشار مایع نخاعی سوزن نخاعی را در انتهای تحتانی نخاع وارد کانال نخاع کمری می‌کنند و آن را به یک لوله شیشه‌ای قائم وصل می‌نمایند که بالای آن به هوا راه دارد. اجازه می‌دهند مایع تا هر اندازه که می‌تواند در لوله بالا رود. اگر مایع ۱۳۶ میلی‌متر بالاتر از سطح سوزن برود، می‌گویند فشار آن ۱۳۶ میلی‌متر آب است؛ از تقسیم این رقم بر جرم مخصوص جیوه یعنی ۱۳٫۶، فشاری معادل ۱۰ mmHg به دست می‌آید.
گرفتن مایع مغزی-نخاعی در صورتی که کلیه اصول مربوط به آن رعایت شده باشد اقدامی تقریباً بی خطر به حساب می‌آید. شایع‌ترین عارضهٔ آن بروز سردرد است که در بزرگسالان شایع تر از کودکان می‌باشد و با اندکی استراحت نیز بهبود می‌یابد. گرفتن مایع مغزی-نخاعی در حین پونکسیون کمری می‌تواند سردرد شدیدی بعد از گرفتن مایع ایجاد کند، زیرا کشش بر روی رگ‌ها و ریشه‌های عصبی باعث تحریک فیبرهای درد می‌شود. درد را می‌توان با تزریق داخل تراشه‌ای محلول استریل سالین ایزوتونیک کاهش داد. پونکسیون کمری برای شمارش سلول‌ها در مایع و اندازه‌گیری سطوح پروتئین و گلوکز انجام می‌گیرد. این پارامترها به تنهایی ممکن است در تشخیص خونریزی ساب آراکنوئید و عفونت‌های سیستم عصبی مرکزی (مانند مننژیت) بسیار سودمند و کمک‌کننده باشند.
به علاوه معاینه کشت CSF ممکن است میکروارگانیزم‌هایی را تولید کند که مسبب ایجاد عفونت بوده‌اند. با استفاده از روش‌های پیچیده‌تر، از قبیل شناسایی باندهای الیگوکلونال، می‌توان یک بیماری التهابی مداوم (مانند اسکلروز چندگانه یا ام اس) را شناسایی کرد. سنجش بتا-۲-ترانسفرین بسیار خاص و حساس برای تشخیص، مانند نشت CSF می‌باشد.

## بررسی
نتایج بررسی مایع مغزی نخاعی در جدول زیر آمده است.
| عامل بیماریزا   | نما                   | گرانولوسیت            | لنفوسیت               | پروتئین               | گلوکز                |
| --------------- | --------------------- | --------------------- | --------------------- | --------------------- | -------------------- |
| مننژیت باکتریال | متمایل به زرد، کدر    | افزایش قابل توجه      | افزایش مختصر یا طبیعی | افزایش قابل توجه      | کاهش یافته           |
| مننژیت ویروسی   | مایع شفاف             | افزایش مختصر یا طبیعی | افزایش قابل توجه      | افزایش مختصر یا طبیعی | طبیعی                |
| مننژیت سلی      | متمایل به زردو چسبناک | افزایش مختصر یا طبیعی | افزایش قابل توجه      | افزایش یافته          | کاهش یافته           |
| مننژیت قارچی    | زرد و چسبناک          | معمولی یا کمی افزایش  | افزایش یافته          | معمولی یا کمی افزایش  | معمولی یا کاهش یافته |

## کنترااندیکاسیون‌ها
به خاطر وضعیتی که بیمار باید جهت انجام پونکسیون کمری بگیرد، ممکن است عدم کفایت قلبی – تنفسی رخ دهد؛ در بیماران دچار نشانه‌های فتق مغزی، بیماران دچار فتق تازه شروع شده در اثر افزایش فشار داخل جمجمه و بیماران دچار افزایش احتمالی فشار داخل جمجمه و نشانه‌های نورولوژیک کانونی نیز باید از این کار پرهیز نمود. در صورت وجود نگرانی باید پیش از پونکسیون کمری، سی‌تی اسکن جمجمه به عمل آید.
کوآگولوپاتی (اختلالات انعقادی) خطر هماتوم نخاع را افزایش می‌دهد. احتمال موفقیت پونکسیون کمری در بیمارانی که قبلاً تحت جراحی کمر قرار گرفته‌اند کمتر است.